# Jurnalul Annei Frank (operă)

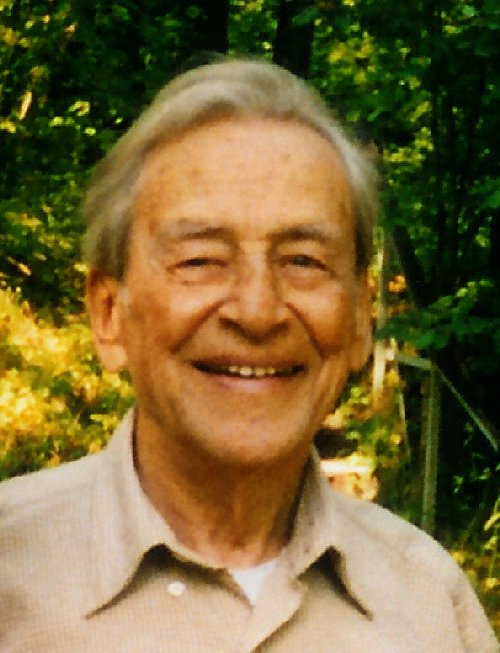
Grigori Frid la „Casa Compozitorilor” din Ruza, 2004

Jurnalul Annei Frank (în rusă Дневник Анны Франк, transliterat: Dnevnik Annî Frank) este o monodramă în 21 de scene pentru soprană și orchestră de cameră, compusă în 1969 și interpretată pentru prima dată în 1972. Muzica și libretul sunt scrise de Grigori Frid, după jurnalul omonim.

## Rezumat
Fetița Anne Frank, în vârstă de 13 ani, se ascunde împreună cu familia ei într-o casă din Amsterdam, din iulie 1942 până la arestarea lor în august 1944. Ea îi descrie pe oamenii pe care ii vede, își prezintă diferitele stări de spirit și emoții într-un jurnal, exprimându-și bucuria primirii cadourilor cu ocazia aniversării zilei ei de naștere, privirea cerului albastru de la fereastra ei sau atracția în creștere pentru Peter, dar și senzațiile de frică și de singurătate. 

## Descriere
Frid a scris propriul libret pentru această operă, structurând textele originale pentru a oferi un bogat și variat portret al Annei și al persoanelor din jurul ei în 21 de scene scurte. Opera durează o oră.

## Scene
1. Preludiu
2. Ziua de naștere
3. Școala
4. Conversația cu tatăl
5. Chemarea la Gestapo
6. Ascunzătoarea / Turnul clopotniță al Westerkerk
7. La mica fereastră
8. Mi s-a spus
9. Disperarea
10. Amintirea
11. Visul
12. Interludiu
13. Duetul domnului și doamnei Van Daan
14. Hoții
15. Recitarea
16. Mă gândesc la Peter
17. Pe Frontul Rusesc
18. Razia
19. Singurătate
20. Passacaglia
21. Final

Opera, compusă în 1969, a fost interpretată pentru prima dată cu acompaniament de pian la Casa Uniunii Compozitorilor din Moscova în 17 sau 18 mai 1972.

## Recepție
Natura intimă a operei și dimensiunea orchestrei de cameră presupun reprezentația în spații mici și întrebuințarea unor mijloace reduse. În vara anului 2012, Operabase a enumerat-o ca fiind cea mai frecvent reprezentată operă lirică a unui compozitor în viață în cursul ultimilor cinci ani.

## Discografie
- Das Tagebuch der Anne Frank (cântată în limba germană) Sandra Schwarzhaupt, soprană, Emsland Ensemble, Hans Erik Deckert, Profil PH04044,
- Jurnalul annei Frank (cântată în limba rusă) Eva Ben Tsvi soprană, Orchestra Teatrului Balșoi, Andrei Cistiakov, republicată de Brilliant Classics